# Ita-Djèbou
Ita-Djèbou est un arrondissement du Plateau au Bénin.

## Géographie
Ita-Djèbou est une division administrative sous la juridiction de la commune de Sakété,.

## Démographie
Selon le recensement de la population effectué par l'Institut National de la Statistique Bénin en 2013, Ita-Djèbou compte 20140 habitants pour une population masculine de 9396 contre 10744 femmes pour un ménage de 3106 .